# Радивоје Кулић
Радивоје Кулић (Брајковићи (Фоча) 15. новембар 1946) је српски педагог и професор универзитета.

## Биографија
Основну и учитељску школу завршио је у Фочи. Студије педагогије завршио је на Филозофском факултету у Приштини. Магистарску тезу из области андрагогије одбранио је 1977. године на Филозофском факултету у Београду, а докторску дисертацију 1983. године на Филозофском факултету у Приштини. Сва наставно-научна звања од асистента (1970) до редовног професора (1993) стекао је на Филозофском факултету у Приштини. На матичном факултету, а касније и на Учитељском факултету Универзитета у Приштини – Косовској Митровици, предавао је андрагогију и компаративну педагогију. Компаративну педагогију у дужем временском периоду предавао је и на Филозофском факултету у Бањој Луци, као и на последипломским студијама Факултета хуманистичких наука у Мостару. Био је шеф Катедре за педагогију, руководилац последипломских студија за педагогију, декан Филозофског факултета у Приштини (1987-1994), декан Факултета за физичку културу (1996-1998) и декан Учитељског факултета у Призрену – Лепосавићу (1998-2012).
Стручно се усавршавао у Великој Британији, САД, Француској, Русији и Аустрији. Андрагошка проблематика и компаратистика образовања биле су у средишту његовог истраживачког интересовања. Током 1987. и 1988. по позиву је одржао предавање у Центру за континуирано образовање Универзитета Џорџије у Атенсу (САД), а у оквиру међууниверзитетске размене и на Универзитету у Јени (некадашња Источна Немачка) и на Универзитету Мармара у Истанбулу.
Био је члан Председништва Савеза андрагошких друштава СФРЈ и СРЈ, главни уредник научног часописа Универзитета у Приштини „Универзитетска мисао“ и члан Одбора за филозофско-педагошке науке Академије наука Републике Српске. У листу „Јединство“, а касније и у „Обележјима“ објављује текстове од 1970. године.
Објавио је више од 170 научних и стручних радова у домаћим и страним часописима, а као аутор или коаутор 14 монографија и уџбеника.

## Дела
- Radna organizacija kao obrazovno-kulturna sredina, Beograd 1985;
- Organizata punuese si mjedis arsimorokulturor, na albanskom, Priština 1986;
- Sadržaj rada i obrazovanje, Beograd, 1997. i  1998. godine;
- Komparativna pedagogija: teorija, sistemi, reforme, Beograd – Banja Luka 2011;
- Sadržaj rada i obrazovanje, monografija, Beograd – Priština 1998;
- Uvod u andragogiju (koautor M. Despotović), udžbenik, Beograd  2001, 2004, 2005. и 2010; и издање у Босни и Херцеговини, Зеница 2005;
- Вовед во андрагогија (коаутор М. Деспотовић), на македонском, Скопље, 2008;
- Педагогија: темељна питања (коаутори: Арсић, Р., Рајчевић, П., Минић, В.),  уџбеник, Лепосавић, 2019;
- Прилози економици образовања: педагошко-андрагошка перспектива (коаутори: Милачић, С., Ђурић, И.), Косовска Митровица, 2019;
- Компаративна педагогија (коаутор: И. Ђурић), Београд – Косовска Митровица, 2021;